# Argoules
Argoules település Franciaországban, Somme megyében. Lakosainak száma 324 fő (2022. január 1.). Argoules Saulchoy, Douriez, Maintenay, Dominois, Nampont, Vironchaux és Vron községekkel határos.

## Népesség
A település népességének változása:
| Lakosok száma | 325  | 324  | 328  | 326  | 325  | 327  | 329  | 326  | 324  |
|               | 2013 | 2015 | 2016 | 2017 | 2018 | 2019 | 2020 | 2021 | 2022 |